# Circul glaciar de lângă vârful Bihor
Circul glaciar de lângă vârful Bihor, situat la 1660–1800 m altitudine, este o urmă importantă a glaciațiunii intense din munții Bihorului. Pe fundul circului glaciar se află grohotișuri. Valea continuă prin locul unui fost ghețar de 1,5 km lungime. În circul glaciar de lângă Vârful Bihor (cunoscut și ca Vârful Curcubăta Mare, cu o altitudine de 1849 de metri) zăpada se menține în unele locuri până în luna iulie. Stratul de zăpadă adunat iarna pe cornișe și în circ prin avalanșe poate atinge 4–5 m.